# Ryszard Konkolewski
Ryszard Konkolewski (ur. 20 maja 1952 w Krzęcinie) – polski kolarz torowy, brązowy medalista mistrzostw świata, czternastokrotny mistrz Polski.

## Kariera
Był zawodnikiem Gryfa Szczecin, gdzie jego trenerem był Waldemar Mosbauer.

### Mistrzostwa świata
Największy sukces w karierze osiągnął w 1981 roku, kiedy wspólnie ze Zbigniewem Płatkiem wywalczył brązowy medal w wyścigu tandemów podczas mistrzostw świata w Brnie. W zawodach tych Polaków wyprzedzili tylko reprezentanci Czechosłowacji (Ivan Kučírek i Pavel Martínek) oraz RFN (Dieter Giebken i Fredy Schmidtke). Na tych samych zawodach zajął także 16. miejsce w wyścigu na 1000 m ze startu zatrzymanego, a w sprincie odpadł w 1/16. Reprezentował Polskę także na mistrzostwach świata w 1973 (w sprincie odpadł w 1/8, w tandemach z Andrzejem Bekiem odpadł w ćwierćfinale) i 1982 (w sprincie odpadł w 1/8, w tandemach ze Zbigniewem Płatkiem odpadł w 1/4, na 1000 m ze startu zatrzymanego zajął 14. miejsce.

### Mistrzostwa Polski
Na mistrzostwach Polski seniorów zdobył łącznie 28 medali, w tym 14 złotych (4 x w tandemach - 1971 z Zygmuntem Figińskim, 1972 z Krzysztofem Kaczałą, 1980 i 1981 ze Zbigniewem Płatkiem, 3 x na 1000 m ze startu zatrzymanego - 1981, 1982, 1983, 4 x na 4000 m na dochodzenie drużynowo - 1983, 1984, 1985, 1986 i 3 x w wyścigu amerykańskim - 1981 z Bernardem Kręczyńskim, 1982 i 1983 z Waldemarem Wójcikiem), 5 srebrnych (3 x w tandemach - 1973, 1974 i 1975 - wszystkie starty z Krzysztofem Kaczałą, 1 x w sprincie - 1979 i 1 x na 1000 m ze startu zatrzymanego - 1974) i 9 brązowych (2 x w sprincie - 1980, 1981, 3 x w tandemach - 1976 i 1977 z Krzysztofem Kaczałą, 1979 z Januszem Kałużnym, 4 x na 1000 m ze startu zatrzymanego - 1973, 1975, 1976, 1978) 